# Mina (namn)

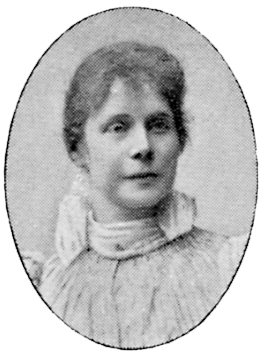
Mina Carlson-Bredberg cirka 1901.

Mina som skandinaviskt kvinnonamn är en kortform av Vilhelmina och den äldsta dokumenterade användningen i Sverige är från 1799. Se även Minna.
Namnet förekommer i många delar av världen med andra betydelser.
Den 31 december 2021 fanns det 2 344 kvinnor och 235 män i Sverige med förnamnet Mina, varav 1 781 respektive 173 med det som tilltalsnamn.

## Personer med namnet Mina
- Mina Aït Hammou (1978–), marockansk friidrottare
- Mina Andersson (1867–1955), svensk kvinna som emigrerade till USA år 1890
- Mina Assadi (1943–), poet, författare, låtskrivare och journalist
- Mina Azarian (1959–), svensk skådespelare
- Mina Backlund-Cygnaeus (1851–1936), svensk skådespelare
- Mina Caputo (1973–), sångare i heavy metal bandet Life of Agony från New York
- Mina Carlson-Bredberg (1857–1943), svensk målare
- Mina Lindbäck (1985–), svensk skådespelare
- Hanna Mina (1924–2018), syrisk romanförfattare
- Yerry Mina (1994–), professionell fotbollsspelare

## Fiktiva personer med namnet Mina
- Mina Harker, nyckelperson i romanen Dracula av Bram Stoker.